# Едіт Мессі
Едіт «Іди» Мессі (англ. Edith "Edie" Massey; 28 травня 1918, Нью-Йорк, Нью-Йорк, США — 24 жовтня 1984, Лос-Анджелес, Каліфорнія) — американська актриса і співачка. Особливу популярність придбала після участі у фільмах Джона Вотерса.

## Біографія
Едіт народилася в Нью-Йорку, в багатодітній родині. Одного разу батьки просто кинули всіх своїх дітей, і дитинство Едіт провела в дитячому будинку Денвера, Колорадо. У підлітковому віці збігає до Голлівуду, де намагається стати акторкою, але стає барменом.
Наприкінці шістдесятих Мессі запрошує у свій фільм молодий режисер Джон Вотерс. Дебютом в кіно стає фільм «Множинні маніяки», що вийшов в 1970 році. Велику популярність їй принесли ролі йди у фільмі «Рожеві фламінго» (1972) і королеви Карлотти у фільмі «Життя в розпачі» (1974).
Пізніше пробує себе співачкою і записує пісні «Big Girls Don’t Cry» і «Punks, Get Off the Grass». Едіт знімається в музичному відео музиканта Джона Мелленкампа на пісню «This Time», а також з'являється на обкладинці його альбому «Nothin’ Matters and What If It Did».
Едіт Мессі померла від загострення лімфоми і цукрового діабету 24 жовтня 1984 року в Лос-Анджелесі. Її тіло було кремоване, а прах розвіяний над рожевим садом у Вествудському кладовищі.